# Legió I Flavia Gallicana Constantia
La Legió I Flavia Gallicana Constantia (Legió I Flàvia Gal·la «digna de confiança») va ser una legió romana que només es menciona a la Notitia Dignitatum. Diu que era una de les legions que estava estacionada a la Gàl·lia. No es coneix cap fet d'aquesta legió.
El nom que porta suggereix que podria haver estat reclutada per l'emperador Constanci II a mitjans del segle iv. No s'ha de confondre amb la Legió I Flavia Constantia, que estava estacionada a l'est de l'Imperi.